# Alfred Marie-Jeanne
Alfred Marie-Jeanne (Rivière-Pilote, 15 novembre 1936) è un politico francese, fondatore e presidente del Movimento Indipendentista Martinicano e più volte deputato all'Assemblea Nazionale francese.

## Biografia
Il 1º luglio 1978 ha fondato il Movimento Indipendentista Martinicano.
È stato sindaco di Rivière-Pilote ininterrottamente dal 1971 al 2000.
È stato inoltre consigliere regionale della Martinica dal 1990 al 2010, venendo eletto dal 1998 al 2010 anche come Presidente del Consiglio regionale della Martinica.
Nel 1997 viene eletto per la prima volta deputato all'Assemblea Nazionale francese, venendo riconfermato alle successive elezioni del 2002, 2007 e 2012.